# Àguila solitària coronada
L'àguila solitària coronada (Buteogallus coronatus) és una espècie d'ocell de la família dels accipítrids (Accipitridae). Habita camp obert i sabanes d'Amèrica del Sud, a l'est de Bolívia, el Paraguai, sud del Brasil i Uruguai fins al centre de l'Argentina. El seu estat de conservació es considera en perill d'extinció.

## Taxonomia
Tradicionalment inclòs al gènere Harpyhaliaetus, s'inclou avui al gènere Buteogallus, arran els treballs d'Amaral et al. (2009)